# Piolo
Piolo (Piöl nel dialetto locale) è una frazione del comune di Ventasso in provincia di Reggio Emilia, situato sulla sommità di un colle di arenaria proteso verso il torrente Ozola. Esisteva una rocca con la chiesa di cui il tempo e gli eventi sismici hanno cancellato ogni traccia.

## Storia
Per la sua posizione strategica fu sede di un castello fortificato fin dal VII secolo appartenente prima ai Dalli, poi ai Vallisneri. Questi poi consegnarono il feudo a Niccolò d'Este nel 1431. Nel 1454 Piolo si unì alla podesteria di Minozzo, quindi passò al feudo dei Brusati e poi ai Tassoni, dopo circa un secolo subentrarono i Bernardi fino alla soppressione dei feudi.